# Улоговина Великих озер

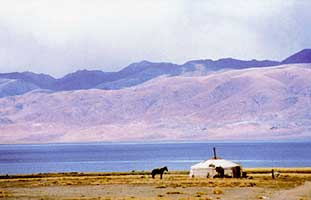
Озеро Убсу-Нур — найбільше озеро в улоговині Великих озер і найбільше озеро Монголії

49°18′39″ пн. ш. 92°38′15″ сх. д. / 49.3108° пн. ш. 92.6376° сх. д.
Улоговина Великих озер (монг. Их нууруудын хотгор, Ikh Nuuruudyn Khotgor) — велика тектонічна улоговина на заході Монголії і півдні республіки Тува, Росія. Входить до складу Центрально-Азійського внутрішнього басейну.

## Географія
Улоговина обмежена хребтами Монгольського і Гобійського Алтаю на півдні і заході, відрогами хребта Хангай на сході і хребтом Танну-Ула на півночі. На південь від улоговини розташована пустельна западина Шаргай Гобі. Протяжність улоговини з півночі на південь становить 160 км, з заходу на схід — 600 км. Загальна площа перевищує 100 тис. км²;. Висота коливається від 750 до 2000 м. У північній частині улоговини проходить невеликий хребет Хан-Хухийн-Нуруу, що відокремлює басейн озера Убсу-Нур від іншої частини улоговини.
Основні форми рельєфу в районі улоговини Великих озер:
- скелясті гори, на схилах яких розташовані степ і лісостеп
- похилі щебеневі і глинясті рівнини пустельного типу
- озерні рівнини
- піщані скупчення різноманітних типів загальної площею близько 14 тис. км²;

## Гідрографія
Низовину улоговини заповнюють численні озера, найбільші з них
- Прісноводні:
  - Хара-Ус-Нур — друге за величиною прісноводне озеро Монголії
  - Хара-Нур
  - Ачит-Нур
  - Толбо-Нур
  - Хотон-Нур — високогірне озеро, лежаче на висоті 2100 метрів
  - Даян
  - Баян-Нур
  - Айраг-Нур
- Солоні:
  - Убсу-Нур — найбільше озеро Монголії (північна частина в Росії), басейн якого внесено до списку Світової спадщини ЮНЕСКО.
  - Хяргас-Нур (Хиргис-Нур)
  - Урег-Нур — високогірне озеро з дуже прозорою водою
  - Дурген-Нуур
- Солончаки

Долини річок, при виході в улоговину утворюють широкі дельти. Основні річки: Кобдо, Завхан, Тесийн-Гол.

## Клімат, флора і фауна
Клімат в улоговини різко континентальний, зафіксований мінімум температури становить -50 °С, максимум +35 °C. Середньорічна норма опадів у центральній і південній частинах становить 100–150 мм, переважний ландшафт — напівпустелі і пустелі. У гірських областях і на півночі опадів випадає до 350 мм на рік, рівнинні частини зайняті степами.
На території регіона розвинене пасовищне тваринництво, а на окремих ділянках — зрошувальне землеробство. Над улоговиною проходить центрально-азійський шлях міграції водних птахів Західного та Середнього Сибіру. Також на території западини живе кілька глобально рідкісних видів, у тому числі сніговий барс і гірський баран — аргалі.